# 苏联武装力量老兵奖章
苏联武装力量老兵奖章（俄语：Медаль «Ветеран Вооружённых Сил СССР»）是苏联最高苏维埃主席团于1976年5月20日设立的一种长期服役奖励，专授予陆军、海军、内卫部队以及边防部队25年无可挑剔的服役。其授勋要求由苏联最高苏维埃主席团的法令进行了两次修订，第一次是在1980年7月18日，而最后一次是在1984年1月10日。

## 颁授
本奖章授予在苏联武装力量陆军、海军、内卫部队以及边防部队中服役25年及以上的官兵。在设立该奖章之前退役的满足条件的官兵也可以获得该奖章。奖章由国防部、内务部或国家安全委员会代表苏联最高苏维埃主席团颁发。
苏联武装力量老兵奖章应佩戴在左胸，排列在退休劳动者奖章之后，巩固战斗友谊奖章之前。

## 样式
奖章为圆形，直径32㎜，由镀银黄铜制成，正面镶嵌有边缘。正面上方有一个红宝石制成的五角星叠加在镰刀铁锤标志上。下方是俄文“苏联”字样和月桂树枝。奖章底部环绕浮雕横幅，上方字样为：ВЕТЕРАН ВООРУЖЕННЫЫХ СИЛ，意为苏联武装力量退伍军人。